# Teobromin
Teobromin (Sastavljeno od grčke riječi teobroma: teos „Bog“ i broma „jelo“) kao kofein spada u grupu metilksantina. Teobromin je 3,7-Dimetilksantin. Nalazimo ga u svim oblicima čokolada.

## Djelovanje na životinje
Neke životinje metaboliziraju teobromin puno sporije nego čovjek. Vrlo male količine istog su potrebne da nanesu ozbiljne posljedice na živčani sustav životinje. Na njega su posebno osjetljivi psi i mačke. Za pse do 10 kilograma već 50 grama mliječne čokolade može biti smrtonosno, a za malo veće pasmine smrtonosna je doza od oko 100 - 150 grama. Tamna čokolada s puno kakaa sadrži 8-10 puta više teobromina nego mliječna ili bijela čokolada.